# Countee Cullen
Countee Cullen (Bronx, 30 de maio de 1903 — 9 de janeiro de 1946), nascido como Countee Porter, foi um poeta norte-americano, autor e estudioso que foi uma grande figura de liderança no Renascimento do Harlem.